# 若年者就職基礎能力修得支援事業
若年者就職基礎能力修得支援事業（じゃくねんしゃしゅうしょくきそのうりょくしゅうとくしえんじぎょう）とは、2004年10月1日から厚生労働省が始めた事業。通称「YESプログラム」（YESはYouth Employability Supportの略）。2009年度をもって事業を終了した。
事務・営業系に必要な就職基礎能力を、コミュニケーション能力、職業人意識、基礎学力（読み書き、計算・計数・数学的思考力、社会人常識）、ビジネスマナー、資格取得（情報技術関係、経理・財務関係、語学力関係）の5領域に分け、基礎レベル（高校卒程度）、応用レベル（大学卒程度）にそれぞれ水準化したものをもとに、認定講座・試験を設け、それらにすべて合格した者が厚生労働省に認定申請した後、若年者就職基礎能力修得証明書（公証）を発行する事業。この証明書と履歴書等を持って就職活動に活かせるというのがウリであった。しかしながら企業、また就職を希望する学生の認知度が低いなどの問題点が指摘されていた。
事業終了後も、認定中の講座や試験の認定は引き続き有効となり、最長のものは2012年（平成24年）9月30日まで認定が有効のままとなる。ただし、認定されている試験を受けても、2010年度以降新しく若年者就職基礎能力修得証明書が発行されることはない。これまで取得した若年者就職基礎能力修得証明書の再発行についても、事業終了後は行われない。